# Red de Emisoras del Movimiento
La Red de Emisoras del Movimiento (REM) va ser una cadena de ràdio espanyola, que va existir durant la dictadura franquista. Formava part dels mitjans controlats per Falange i depenia directament de la Secretaría General del Movimiento. La REM va desaparèixer el 1978, després del final de la dictadura. La xarxa estava adscrita a la Delegación Nacional de Prensa, Propaganda y Radio.

## Història
Aquesta xarxa agrupava a les emissores dependents de la Falange que havien anat sorgint en els anys quaranta i cinquanta amb la implantació d'emissores d'ona curta i que van anar disminuint amb la creació de la Cadena Azul de Radiodifusión (CAR) al 1958 (que va agrupar les Emisoras Escuelas, i la Cadena de Emisoras Sindicales (CES), pertanyents a la Confederación Nacional de Sindicatos) i amb la reordenació definitiva del sector amb l'entrada en vigor del Plan Transitorio de Ondas Medias de 1964. A partir de llavors la REM, l'emissora de la qual de capçalera era La Voz de Madrid, constava de setze emissores provincials. Les seves emissores eren emissores de potència mitjana d'abast provincial i no superiors a 5 kW de potència (excepte La Voz de Madrid) que normalment es localitzaven a les capitals provincials, amb programació eminentment local i predominantment musical.
El contingut informatiu de les emissores era mínim, ja que en aquella època era obligatòria la connexió a la programació nacional de RNE, limitant-se a una informació local molt lleugera. En contrast, destaca el fet que la cadena contribuís a crear el Festival de Benidorm.
Amb la mort de Franco en 1975 i la fi de la dictadura, l'estat va assumir el control de la cadena. AL 1978 la REM es fusiona amb la CAR i la CES per acabar formant Radiocadena Española (RCE).

## Llistat d'emissores
| - La Voz de Álava - La Voz de Alicante - La Voz de Andalucía (Córdoba) - La Voz de Cantabria (Santander) - La Voz de Castellón - La Voz de Cataluña (Barcelona) - La Voz de Extremadura (Càceres) - La Voz de Guipúzcoa (Sant Sebastià) - La Voz de León | - La Voz de Levante (València) - La Voz de Madrid - Radio Tarragona - La Voz del Mediterráneo - La Voz de Navarra - La Voz de Palencia - La Voz del Principado de Asturias - La Voz de Valladolid - La Voz de Vigo - La Voz de Ferrol |  |